# Ингуансо-и-Риверо, Педро де
Педро де Ингуансо-и-Риверо (исп. Pedro de Inguanzo y Rivero; 22 декабря 1764, Льянес, Королевство Испания — 30 января 1836, Толедо, Королевство Испания) — испанский кардинал. Епископ Саморы с 19 августа 1814 по 27 сентября 1824. Архиепископ Толедо и примас Испании с 27 сентября 1824 по 30 января 1836. Кардинал-священник с 20 декабря 1824, с титулом церкви Сан-Томмазо-ин-Парионе с 28 февраля 1831 по 30 января 1836.